# Tomáš Omasta
Tomáš Omasta (* 11. července 1995 Třinec) je český profesionální fotbalista, který hraje na pozici záložníka za český klub FK Třinec.

## Klubové statistiky
Aktuální k 1. řijnu 2024
| Sezona    | Klub             | Soutěž     | Zápasy | Góly |
| --------- | ---------------- | ---------- | ------ | ---- |
| 2018/2019 | FK Fotbal Třinec | FNL        | 27     | 3    |
| 2019/2020 | FK Fotbal Třinec | Fortuna:NL | 29     | 1    |
| 2020/2021 | FK Fotbal Třinec | Fortuna:NL | 18     | 2    |
| 2021/2022 | FK Třinec        | Fortuna:NL | 30     | 3    |
| 2022/2023 | FK Třinec        | Fortuna:NL | 24     | 4    |
| 2023/2024 | FK Třinec        | MSFL       | 34     | 1    |
| 2024/2025 | FK Třinec        | MSFL       | -      | -    |